# With Arms Wide Open
"With Wide Arms Open" (Phiên bản đàn cello và vĩ cầm) (tạm dịch: Với vòng tay rộng mở) là một ca khúc của ban nhạc post-grunge người Mỹ Creed do giọng ca chính Scott Stapp và Mark Tremonti sáng tác. Đây là đĩa đơn thứ ba từ album phòng thu thứ hai của nhóm, Human Clay, phát hành ngày 24 tháng 4 năm 2000. Ca khúc từng đứng đầu bảng xếp hạng Billboard Hot Mainstream Rock Tracks trong bốn tuần của tháng 7 năm 2000. Trong tháng 10 bài hát còn lọt tốp 10 và đứng đầu Billboard Adult Top 40 trong tám tuần, cũng như đạt vị trí quán quân trên Billboard Hot 100 ngay trong ngày phát hành 11 tháng 11 năm 2000. Ca khúc nhận hai đề cử giải Grammy năm 2001, trong đó Scott Stapp và Mark Tremonti xuất sắc đoạt giải Bài hát rock hay nhất.

## Bối cảnh và sáng tác
Giọng ca chính Scott Stapp viết bài hát sau khi phát hiện mình sẽ trở thành người cha khi đứa con trai là Jagger sắp chào đời. Trong cuộc phỏng vấn năm 2013 với tờ Spin, Scott Stapp nói về bài hát, "Khi 'With Arms Wide Open' ra mắt, chúng tôi đã thực hiện rất nhiều cảnh quay. Đối với tôi, việc viết một bài hát về đề tài làm cha, tôi đã khá tức giận khi người ta nhắc tới điều đó. Tôi đã thực hiện bài hát theo một cách dị thường, giống như cái cách mà họ sỉ vả con tôi vậy."
| “                                               | Ý nghĩa của ca khúc ngày càng trở nên liên kết với cuộc sống của tôi khi mà cứ mỗi khi tôi hát nó, tôi lại nghĩ về đứa con gái của mình, nó đang sống và tồn tại trên hành tinh này. Và rồi tôi nghĩ đến đứa con trai ba tuổi mới chào đời Daniel. Rồi tôi nghĩ về tâm hồn và sự thánh thiện, về cái sự thật tàn bạo mà bài hát diễn tả, về việc tôi là một người đàn ông trẻ tuổi sắp được làm cha lần đầu tiên. | ” |
| — Scott Stapp, phỏng vấn với Songfacts năm 2013 | |   |

## Phát hành và đón nhận

### Phát hành
Tiêu đề bài hát đã trở thành tên của một tổ chức, With Arms Wide Open Foudation, do Stapp thành lập năm 2000 với khẩu hiệu "Mang lại hy vọng cho trẻ em". Để khởi động quỹ With Arms Wide Open Foudation, ban nhạc phát hành ấn bản giới hạn "nâng cao-gói duy nhất" trong tháng 9 năm 2000, và lợi nhuận thu được sẽ quyên góp cho quỹ nhằm "thúc đẩy những mối quan hệ yêu thương lành mạnh giữa trẻ em và gia đình, đồng thời hỗ trợ trong việc điều trị các căn bệnh của trẻ".

### Phản hồi phê bình
"With Arms Wide Open" đã nhận nhiều phản hồi tích cực từ giới phê bình âm nhạc. Marlow Stern của The Daily Beast viết về bài hát, "Stapp đã chĩa những họng súng vào đầu của mình, và rồi đôi mắt anh bắt gặp hình ảnh của đứa con trai bốn tuổi, đứa bé đã truyền cảm hứng cho bài hit 'With Arms Wide Open'. Trong một bài đánh giá khác, Sputnikmusic.com viết, "Chắc chắn bạn phải nghe ca khúc này trước khi... nó phát triền miên trên các đài phát thanh. Và dù cho các đài phát thanh có chơi đi chơi lại nó, nó vẫn chưa bao giờ mất đi sự cuốn hút trong tôi...bài hát vẫn rất là hay. Mở đầu với tiếng ghita trong trẻo, dễ dàng hoàn thành một âm nền chậm rãi". Trang Ultimate-guitar.com cũng hết lời ca ngợi ca khúc "là một trong những mảng trữ tình tốt nhất trong album". Bài đánh giá của trang pluggedin viết, "Stapp hân hoan đón chào sự ra đời của đứa con trai và tin tưởng vào việc giữ vững cái nhiệt huyết của tuổi thanh xuân". Tạp chí Hot Press cũng đưa ra nhận định tích cực, "Đĩa đơn mới 'With Arms Wide Open' là một bài hát mạnh mẽ và dữ dội, với hàng tấn tiếng ghita, cùng giọng ca êm dịu mà sâu lắng của ca sĩ baritone Scott Stapp (ngay cả khi phần ca từ có hơi hướm phong cách déjà vu). Matthew Fiander của Prefixmag.com tiếp tục giải thích ý nghĩa ca khúc, "Stapp không chỉ giới thiệu cho chúng ta một thế giới nguy hiểm và đầy rẫy cướp bóc, mà cùng với đó còn là cái ý chí cháy bỏng để tồn tại trong thế giới ấy".

## Giải thưởng
Trong lễ trao giải Grammy lần thứ 43, "With Arms Wide Open" đã xuất sắc đoạt giải dành cho hạng mục Bài hát rock hay nhất và đề cử cho hạng mục Trình diễn song ca hoặc nhóm nhạc giọng rock xuất sắc nhất (thua "Beautiful Day" của U2).

## Danh sách bài hát
| Đĩa đơn tại Hoa Kỳ (60150-18004-2) | Đĩa đơn tại Hoa Kỳ (60150-18004-2)             | Đĩa đơn tại Hoa Kỳ (60150-18004-2) | Đĩa đơn tại Hoa Kỳ (60150-18004-2) |
| STT                                | Nhan đề                                        | Sáng tác                           | Thời lượng                         |
| ---------------------------------- | ---------------------------------------------- | ---------------------------------- | ---------------------------------- |
| 1.                                 | "With Arms Wide Open" (phiên bản đệm đàn)      | Scott Stapp, Mark Tremonti         | 3:59                               |
| 2.                                 | "With Arms Wide Open" (phiên bản acoustic)     | Scott Stapp, Mark Tremonti         | 3:58                               |
| 3.                                 | "With Arms Wide Open" (phiên bản rock)         | Scott Stapp, Mark Tremonti         | 3:42                               |
| 4.                                 | "With Arms Wide Open" (Video phổ biến trên PC) |                                    |                                    |

| Đĩa đơn tại châu Âu (670695 2) | Đĩa đơn tại châu Âu (670695 2)                  | Đĩa đơn tại châu Âu (670695 2) | Đĩa đơn tại châu Âu (670695 2) |
| STT                            | Nhan đề                                         | Sáng tác                       | Thời lượng                     |
| ------------------------------ | ----------------------------------------------- | ------------------------------ | ------------------------------ |
| 1.                             | "With Arms Wide Open" (phiên bản mới)           | Scott Stapp, Mark Tremonti     | 3:42                           |
| 2.                             | "With Arms Wide Open" (phiên bản đệm đàn)       | Scott Stapp, Mark Tremonti     | 3:55                           |
| 3.                             | "With Arms Wide Open" (phiên bản acoustic)      | Scott Stapp, Mark Tremonti     | 3:55                           |
| 4.                             | "With Arms Wide Open" (phiên bản album)         | Scott Stapp, Mark Tremonti     | 4:26                           |
| 5.                             | "With Arms Wide Open" (phiên bản video đệm đàn) |                                | 3:52                           |

Đĩa đơn maxi tại Úc và New Zealand (670739 2)
1. "With Arms Wide Open (New Version)"
2. "Wash Away Those Years"
3. "One"
4. "With Arms Wide Open (phiên bản String)"
5. "With Arms Wide Open (Video – trên PC)"

## Diễn biến xếp hạng
| Xếp hạng (2000–01)                             | Vị trí cao nhất |
| ---------------------------------------------- | --------------- |
| Úc (ARIA)                                      | 4               |
| Áo (Ö3 Austria Top 40)                         | 15              |
| Canada Rock/Alternative (RPM)                  | 1               |
| Canada Top Singles (RPM)                       | 2               |
| Đức (GfK)                                      | 42              |
| Hà Lan (Single Top 100)                        | 75              |
| New Zealand (Recorded Music NZ)                | 10              |
| Na Uy (VG-lista)                               | 6               |
| Thụy Sĩ (Schweizer Hitparade)                  | 70              |
| UK Singles Chart (The Official Charts Company) | 13              |
| US Billboard Hot 100                           | 1               |
| US Billboard Hot Mainstream Rock Tracks        | 1               |
| US Billboard Hot Modern Rock Tracks            | 2               |
| US Billboard Hot Adult Top 40                  | 1               |
| US Billboard Mainstream Top 40                 | 1               |

| Xếp hạng (2000)        | Vị trí |
| ---------------------- | ------ |
| U.S. Billboard Hot 100 | 36     |

| Xếp hạng (2001)        | Vị trí |
| ---------------------- | ------ |
| U.S. Billboard Hot 100 | 39     |